# Ångermanland
Ångermanland (cateodata cunoscuta ca Angermania) este o provincie a Suediei.

## Demografice
- Populație: 147.000 (1999)

## Județe
- Västernorrland
- Västerbotten
- Jämtland

## Orașe
- Bjurholm
- Härnösand
- Kramfors
- Nordmaling
- Sollefteå
- Örnsköldsvik